# Abdoulaye Seck (voetballer, 1992)
Abdoulaye Seck (M'bour, 4 juni 1992) is een Senegalees voetballer die sinds 2022 uitkomt voor Maccabi Haifa. Seck is een verdediger.

## Clubcarrière
Seck speelde in eigen land voor Stade de Mbour, Touré Kunda, Casa Sports en Diambars FC. In 2014 haalde Hønefoss BK hem naar Noorwegen, eerst op huurbasis en later op definitieve basis. In maart 2016 stapte hij over naar Sandefjord Fotball.
In augustus 2018 maakte Seck de overstap naar de Belgische eersteklasser Royal Antwerp FC, dat 25.000 euro voor hem neertelde. In zijn eerste seizoen kwam hij er erg weinig aan spelen toe: na zijn officiële debuut op 26 september 2018 in een bekerwedstrijd tegen KV Mechelen moest hij tot de laatste speeldag van Play-off 1 wachten op zijn tweede wedstrijd, ditmaal tegen Club Brugge. Seck speelde ook de finalewedstrijd om een Europees ticket tegen Sporting Charleroi, waardoor hij in zijn debuutseizoen voor Antwerp afklokte op drie officiële wedstrijden. In zijn tweede seizoen kwam hij door het vertrek van Jelle Van Damme en de zware blessure van Junior Pius meer aan spelen toe. Na het vertrek van Wesley Hoedt en Dino Arslanagić in de zomer van 2020 werd hij een onbetwistbare titularis bij Antwerp. Op het einde van het seizoen 2020/21 werd hij tweede in de Player of the Season-verkiezing van de Antwerp-supporters, na Ritchie De Laet.

## Clubstatistieken
| Seizoen                           | Club               | Land            | Competitie         | Competitie | Competitie | Beker | Beker | Supercup | Supercup | Europees | Europees | Totaal | Totaal |
| Seizoen                           | Club               | Land            | Competitie         | Wed.       | Dlp.       | Wed.  | Dlp.  | Wed.     | Dlp.     | Wed.     | Dlp.     | Wed.   | Dlp.   |
| --------------------------------- | ------------------ | --------------- | ------------------ | ---------- | ---------- | ----- | ----- | -------- | -------- | -------- | -------- | ------ | ------ |
| 2014                              | → Hønefoss BK      | Noorwegen       | 1. divisjon        | 11         | 2          | 0     | 0     | —        | —        | —        | —        | 11     | 2      |
| 2015                              | Hønefoss BK        | Noorwegen       | 1. divisjon        | 24         | 4          | 3     | 0     | —        | —        | —        | —        | 27     | 4      |
| 2016                              | Sandefjord Fotball | Noorwegen       | 1. divisjon        | 21         | 0          | 4     | 1     | —        | —        | —        | —        | 25     | 1      |
| 2017                              | Sandefjord Fotball | Noorwegen       | Eliteserien        | 28         | 3          | 2     | 0     | —        | —        | —        | —        | 30     | 3      |
| 2018                              | Sandefjord Fotball | Noorwegen       | Eliteserien        | 6          | 0          | 0     | 0     | —        | —        | —        | —        | 6      | 0      |
| 2018/19                           | Royal Antwerp FC   | België          | Jupiler Pro League | 2          | 0          | 1     | 0     | —        | —        | —        | —        | 3      | 0      |
| 2019/20                           | Royal Antwerp FC   | België          | Jupiler Pro League | 13         | 0          | 3     | 0     | —        | —        | 3        | 0        | 19     | 0      |
| 2020/21                           | Royal Antwerp FC   | België          | Jupiler Pro League | 37         | 4          | 2     | 0     | [ 4 ]    | [ 4 ]    | 6        | 0        | 45     | 4      |
| 2021/22                           | Royal Antwerp FC   | België          | Jupiler Pro League | 24         | 2          | 1     | 0     | —        | —        | 2        | 0        | 27     | 2      |
| 2022/23                           | Maccabi Haifa      | Israël          | Ligat Ha'Al        | 0          | 0          | 0     | 0     | —        | —        | 0        | 0        | 0      | 0      |
| Carrière totaal                   | Carrière totaal    | Carrière totaal | Carrière totaal    | 166        | 15         | 16    | 1     | 0        | 0        | 11       | 0        | 193    | 16     |
| Bijgewerkt t/m 22 september 2021. |                    |                 |                    |            |            |       |       |          |          |          |          |        |        |

## Interlandcarrière
Op 6 juli 2013 maakte Seck zijn interlanddebuut voor Senegal in de African Championship of Nations-kwalificatiewedstrijd tegen Mauritanië. Twee weken later mocht hij ook meespelen in de terugwedstrijd, die Senegal met 2-0 verloor. Zijn derde interland volgde pas acht jaar later.

### Interlands
| Interlands van Abdoulaye Seck voor Senegal | Interlands van Abdoulaye Seck voor Senegal | Interlands van Abdoulaye Seck voor Senegal | Interlands van Abdoulaye Seck voor Senegal | Interlands van Abdoulaye Seck voor Senegal   | Interlands van Abdoulaye Seck voor Senegal |
| No.                                        | Datum                                      | Wedstrijd                                  | Uitslag                                    | Soort Wedstrijd                              | Doelpunten                                 |
| Als speler bij Casa Sports                 | Als speler bij Casa Sports                 | Als speler bij Casa Sports                 | Als speler bij Casa Sports                 | Als speler bij Casa Sports                   | Als speler bij Casa Sports                 |
| ------------------------------------------ | ------------------------------------------ | ------------------------------------------ | ------------------------------------------ | -------------------------------------------- | ------------------------------------------ |
| 1.                                         | 6 juli 2013                                | Senegal – Mauritanië                       | 1 – 0                                      | Kwalificatie African Championship of Nations | -                                          |
| 2.                                         | 20 juli 2013                               | Mauritanië – Senegal                       | 2 – 0                                      | Kwalificatie African Championship of Nations | -                                          |
| Als speler bij Antwerp FC                  |                                            |                                            |                                            |                                              |                                            |
| 3.                                         | 26 maart 2021                              | Congo-Brazzaville – Senegal                | 0 – 0                                      | Kwalificatie Afrika Cup 2021                 | -                                          |
| 4.                                         | 30 maart 2021                              | Senegal – Swaziland                        | 1 – 1                                      | Kwalificatie Afrika Cup 2021                 | -                                          |
| Totaal                                     | Totaal                                     | Totaal                                     | Totaal                                     | Totaal                                       | -                                          |
| Bijgewerkt tot 14 juni 2021.               |                                            |                                            |                                            |                                              |                                            |

## Erelijst
| Competitie       | Aantal     | Jaren      |
| Antwerp FC       | Antwerp FC | Antwerp FC |
| ---------------- | ---------- | ---------- |
| Beker van België | 1×         | 2019/20    |

2 Corbanie ·
3 B. Engels ·
4 Riedewald ·
5 Deman ·
6 Odoi ·
7 Kerk ·
8 Praet ·
9 Chery ·
10 Balikwisha ·
14 Valencia ·
18 Janssen ·
20 Doumbia ·
22 Adekami ·
23 Alderweireld  ·
25 Bataille ·
26 Bozhinov ·
30 Scott ·
33 Van den Bosch ·
46 Smits ·
54 Renders ·
75 Verstraeten ·
81 Devalckeneer ·
91 Lammens ·
Coach: Andries Ulderink